# تاريخ مالطا
مالطا جزيرة من الجزر المتوسطية التيً تلي جزيرة صقلية، وتضم أربع جزر أقل منها حجماً وأصغر جرماً وهي: غورش وكمونة وكومينوتو وفلفلة وصخور أخرى تحاذيها، وتسمى هذه كلها لهذا العهد باسم الجزيرة الأم مالطة.وهي جزر آهلة ما عدا جزيرتي كومينوتو وفلفلة فإنهما مهجورتان غير معمورتين.

## مالطة قبل الإسلام
يقول الأمير شكيب أرسلان في كتابه (تاريخ غزوات المسلمين في فرنسا وسويسرا وإيطاليا وجزر المتوسط) نقلا عن دائرة المعارف الإسلاميةالمحررة بالفرنسية: "أن هذه الجزر كانت في الأعصر القديمة مأهولة بطائفة من طوائف البحر المتوسط، لها آثار تدل عليها، محفوظة في مكان من مالطة يقال له (الحجر القائم) (بالفرنسية: Hagiar kaim)‏ ".
وأول ما عرف التاريخ عنها هو أن الفينيقيين استعمروها قبل القرن العاشر قبل ميلاد المسيح، واتخذوها قاعدة لسفنهم التجارية.وقد استولى القرطاجنيون على مالطة في القرن السابع قبل ميلاد المسيح، وبقوا فيها أربعة أو خمسة قرون،
ثم استولى عليها الرومان سنة 218 قبل الميلاد وبقيت نحواً من عشر قرون في أيدي الرومان واليونانيين، وفي القرن الأول للمسيح دخل أهل مالطة المسيحية على يد القديس بولس. ولما سقطت السلطنة الرومانية الغربية استولى عليها البيزنطيون، وكانت لهم مركزاً ضروريا بعد استيلائهم على شمال إفريقيا.
أن ممن ذكر مالطة من الشعراء الأقدمين اوميروس واوفيديوس، ويفهم من كلام الأول أن القبيلة التي يقال لها الفياكونس هم أول من استوطنوا هذه الجزيرة، وكانوا ذوي قوة وبأس، ثم خلفهم الفينيقيون، وهم من جهات صور وصيدا، وذلك سنة 1519 قبل الميلاد، فلبثوا فيها نحو أربعمائة وخمسين سنة، حتى تغلب عليهم الاغريقيون ثم سلموها للقرطاجينين، وذلك نحو سنة 528 قبل الميلاد، ثم جاء من بعدهم الالرومان سنة 273 من التاريخ المذكور.
وأعظم ما حدث في أيامهم قدوم القديس بولس، وانكسار السفينة به وبمن كان معه، وذلك سنة 58 للميلاد، في موضع يقال له الآن خليج ماربولس، ومنذ ذلك الوقت تنصر أهل الجزيرة. ثم بعد الرومان استولت الوندال ثم «القوث» ثم «البليساريون» وألحقوها بحكومة البلاد الشرقية وبقيت كذلك إلى سنة 780 فأخذوا في هضم الرعية، فقاموا عليهم وسلموا الجزيرة للمسلمين.

## مالطا في يد المسلمين
استولى عليها المسلمون سنة 256 للهجرة، وذهب صاحب الروض المعطار إلى أن سكانها إستردوها سنة 255، في ولاية أبي عبد الله محمد بن أحمد بن محمد بن الأغلب ثامن ملوك بني الأغلب، المكنى بأبي الغرانيق ولي بعد عمه زيادة الله، وكان مشغوفا بالصيد، فلقب أبا الغرانيق، وذلك أنه بنى قصرا في السهلين لصيد الغرانيق، أنفق فيه ثلاثين ألف دينار.
يقول محمد بن عبد المنعم الحميري في كتابه (الروض المعطار في خبر الأقطار): «وغزاها خلف الخادم مولى زيادة الله بن إبراهيم عند قيام أبي عبد الله محمد بن أحمد ابن أخي زيادة الله على يد أحمد بن عمر بن عبد الله بن الأغلب، فهو الذي شقي في أمرها، وخلف هذا هو المعروف ببناء المساجد والقناطر والمواجل، فحاصرها ومات وهو محاصر لها، فكتبوا إلى أبي عبد الله بوفاته، فكتب أبو عبد الله إلى عامله بجزيرة صقلية، وهو محمد بن خفاجة، أن يبعث إليهم والياً، فبعث إليهم سوادة بن محمد، ففتحوا حصن مالطة، وظفروا بملكها عمروس أسيراً، فهدموا حصنها وغنموا وسبوا ما عجزوا عن حمله، وحمل لأحمد من كنائس مالطة ما بنى به قصره الذي بسوسة داخلاً في البحر، والمسلك إليه على قنطرة وكان ذلك سنة خمس وخمسين ومائتين.»
وينقل الأمير عن دائرة المعارف الإسلامية قولها: وقد استولى المسلمون على مالطة سنة 256 للهجرة وفق 869 و870 ولكن هذا الاستيلاء هو الاستيلاء الثابت، لأن ابن الأثير يخبرنا أنه في سنة 221، أرسل إبراهيم بن الأغلب أسطولا لغزو الجزائر، والأرجح أن مراده بالجزائر هو الأرخبيل الذي من جملته مالطة".
إبراهيم بن الأغلب مؤسس دولة الأغالبة، وافاه أجله في سنة 196 للهجرة، والذي كان متوليا الحكم لسنة 221 للهجرة هو ابنه زيادة الله بن إبراهيم بن الأغلب، وكانت وفاته سنة ثلاث وعشرين ومائتين، فهذا من المحال، وفي أيام زيادة الله تم الاستيلاء على صقلية، فلعلها من بين الجزائر التي أرادها ابن الأثير، ولعل صاحب الرأي قد حسب أن زيادة الله لقب لإبراهيم بن الأغلب، كما هي سنة الخلفاء في ذلك العهد، فقد كانت مثل هذه الألقاب متداولة بينهم، فأنت تقرأ في كتب التاريخ، ألقابا كالمقتدر بالله والمعتمد على الله والمستنصر بالله وما شابه ذلك.
قال صاحب الروض المعطار: «وبقيت بعد ذلك جزيرة مالطة خربة غير آهلة، وإنما كان يدخلها النشاءون للسفن، فإن العود فيها أمكن ما يكون، والصيادون للحوت لكثرته في سواحلها وطيبه، والشائرون للعسل فإنه أكثر شيء هناك».

## استرداد مالطة بيد الإفرنج

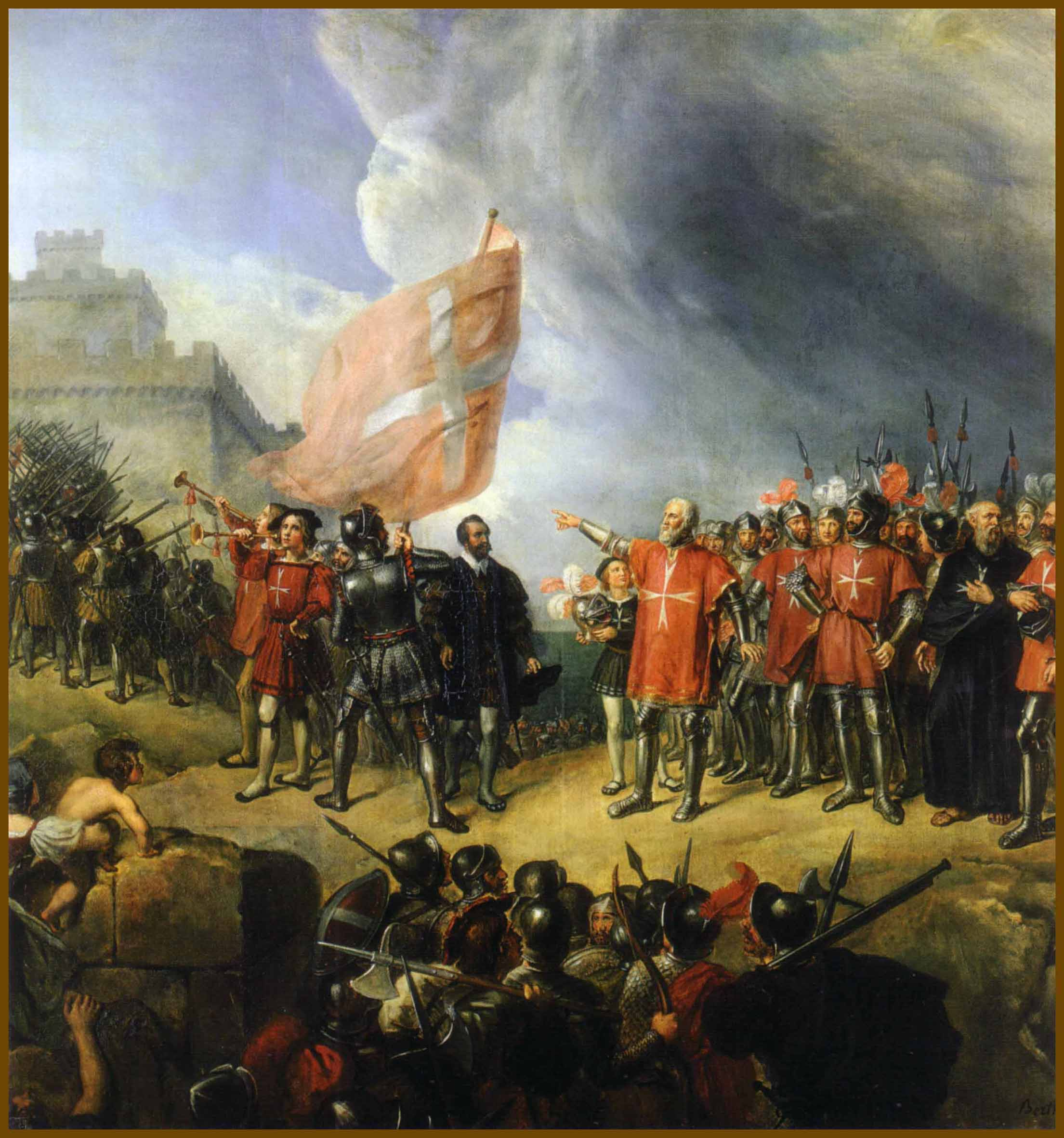
استرداد مالطة سنة 1530.

ولم تزل أساطيل الافرنج تواثبها، ومراكبهم تتناوشها، فلما كان بعد الأربعين والأربعمائة عمرها المسلمون، وبنوا مدينتها، ثم عادت أتم مما كانت عليه، فما لبثت أن غزاها الروم سنة خمس وأربعين وأربعمائة في مراكب كثيرة فحصروا المسلمين في المدينة واشتد الحصار عليهم وسألهم المسلمون الأمان فأبوا إلا على النساء والأموال، يقول القزويني في آثار البلاد وأخبار العباد: "فاجتمع المسلمون وعدوا أنفسهم وكان عدد عبيدهم أكثر من عدد الأحرار- قلت: ذكر صاحب الروض المعطار أن عدد الأحرار كان نحو أربعمائة، وكان العبيد أكثر عددا منهم، فعلى هذا يكون عدد سكان مالطة لذلك الوقت فوق الثمانمائة نسمة
وبقيت مالطة في حوزة المسلمين حتى أظلت سنة 482 للهجرة الموافق لسنة 1090 ميلادي وفيها تم استرداد مالطة بأيدي الافرنج وتملكها الملك رجار الفرنجي وهذا التاريخ هو الذي ورد في الانسكلوبيدية الإسلامية، بينما ذهب ابن الأثير في تاريخه والنويري في (نهاية الأرب) إلى أن مالطة استردت بأيدي الإفرنج سنة 372 للهجرة، وعلى هذا الرأي فإن ما جاء في آثار العباد للقزويني، والروض المعطار للحميري بأن المسلمين كانوا فيها سنة 445 باطل لا أصل له. هذا وقد جاء في دائرة المعارف الإسلامية أن النورمنديين استردوها بعد استردادهم صقلية، ومعلوم أن الإفرنج إنما حررو صقلية سنة 484، فإذا كان ذلك كذلك فمن المحال أن يكون الإفرنج قد استردوا صقلية قبل مالطة.
ومما زاد الأمر اختلالا وحيرة، ما نقله أحمد فارس عن المؤلف الفرنسي بوليه أن قاعدة مالطة سميت باسم الأمير لا فاليت رئيس طريقة الفرسان (فرسان يوحنا)، ولد سنة 1494 ومات سنة 1568 وكان شهيراً بالبأس. وأول ما استردها من الجزيرة عند محاصرته المسلمين بها برج «سانت المو» ثم قوي عليهم وأخرجهم منها.
ونقل صاحب ((الواسطة في معرفة أحوال مالطة)) عن المؤلف الذي نقل عنه في كتابه، ذكر من حكمها بعد المسلمين فقال:
ثم لما نبغ نابليون واستولى على البلاد سلمت له الجزيرة على أن يرخص للأهلين في التصرف بحقوقهم، إلا أن الفرنسيين لم يلبثوا أن هتكوا بعض السنن القديمة، وانتهكوا حرمة الكنائس، فتحزب عليهم المالطيون تحزبا لم يخل من سفك دم كثير منهم، وتلف أموالهم، إلى أن أتت الإنكليز فسلموها لهم وكان ذلك سنة 1800.
أهل مالطة من أشد الأمم الأوربية تمسكا بالأحكام الدينية وعملاً بها وكلمة الكنيسة الكاثوليكية نافذة في التشريعات القانونية، فمثلا الإجهاض والطلاق مما تحرمه الكنيسة، وتعاقب من اقترف شيئاً من ذلك وتلزمه الغرامات.
الملك رجار الفرنجي الذي استرد مالطة من المسلمين، كان ملكا عادلاً، حسن السيرة منصفاً، للظلم شنفا، نشر العدل في الناس وأقرهم على أديانهم وشرائعهم، وأمنهم في أموالهم وأنفسهم، وأهليهم وذراريهم، وأكرم المسلمين وقربهم، ومنع عنهم الإفرنج، فأحبوه ثم أقام على ذلك مدة أيام حياته، إلى أن تقاضاه يومه المعلوم، وكذلك ابنه من بعده سار بسيرة أبيه.
ولهذا تقول دائرة المعارف الإسلامية بعد ذكرها استرداد النورمنديين لمالطة: ولكن كان المسلمون مأذوناً لهم في الإقامة بهذه الجزيرة إلى سنة 1294(الموافق ل647 للهجرة).
صار المسلمون يريدونها بالجهاد ويتقصدونها بالجيوش والأساطيل، ففي سنة 833 يخبرنا المقريزي في كتابه (السلوك لمعرفة دول الملوك):" بعث صاحب أفريقية وتلمسان - أبوفارس عبد العزيز - أسطولاً فيه مائتا فارس، وخمسة عشر ألف مقاتل من العسكرية والمطوعة، للإستيلاء على جزيرة صقلية، فنازلوا مدينة مازر حتى أخذوها عنوة، ومضوا إلى مدينة مالطة. وحصروها حتى لم يبق إلا أخذها فانهزم من جملتهم أحد الأمراء من العلوج، فانهزم المسلمون لهزيمته، فركب الفرنج أقفيتهم، فمات في الهزيمة خمسون رجلاً من الأعيان، ثم إنهم ثبتوا وقبضوا على العلج الذي كادهم بهزيمته، وبعثوا به إلى أبي فارس، فأمدهم بجيوش كثيرة.
وسنة 973 للهجرة تذكر دائرة المعارف الإسلامية أن الأتراك قصدوا الاستيلاء عليها لكنهم لم يتمكنوا منها، وحاولوا ذلك مرة أخرى في أيام السلطان محمد الرابع.